# Don Beyer
Donald Sternoff Beyer, detto Don (Trieste, 20 giugno 1950) è un politico e ambasciatore statunitense, membro della Camera dei Rappresentanti per lo stato della Virginia dal 2015.

## Biografia
Figlio di un ufficiale dell'esercito, Beyer nacque nel Territorio Libero di Trieste e crebbe a Washington. Dopo gli studi al Williams College lavorò nel mondo degli affari come imprenditore e successivamente entrò in politica con il Partito Democratico.
Nel 1989 si candidò alla carica di vicegovernatore della Virginia e riuscì ad essere eletto, per poi essere riconfermato nel 1993. Nel 1997 si candidò alla carica di governatore ma venne sconfitto dall'avversario repubblicano James Stuart Gilmore III.
Beyer continuò ad essere attivo nell'ambito politico e nel 2009 il Presidente Barack Obama lo nominò ambasciatore in Svizzera e Liechtenstein. Beyer rimase in carica fino al 2014, quando annunciò la sua candidatura alla Camera dei Rappresentanti per il seggio lasciato dal deputato Jim Moran e riuscì ad essere eletto.
Don Beyer è sposato con la giornalista Megan Beyer ed è padre di quattro figli, fra cui due avuti dalla prima moglie.